# Педаль

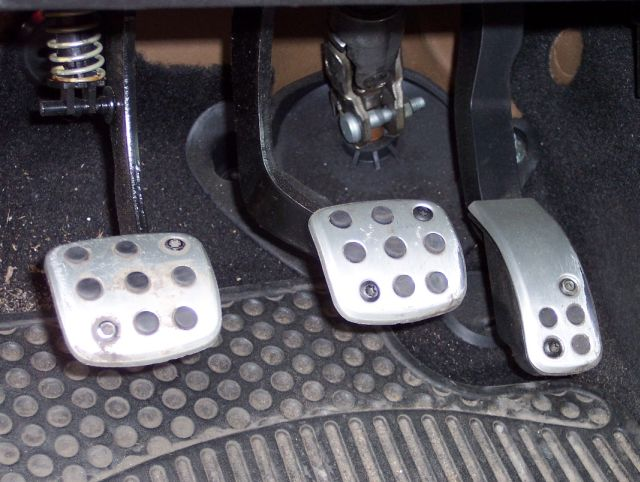
Педалі управління автомобілем

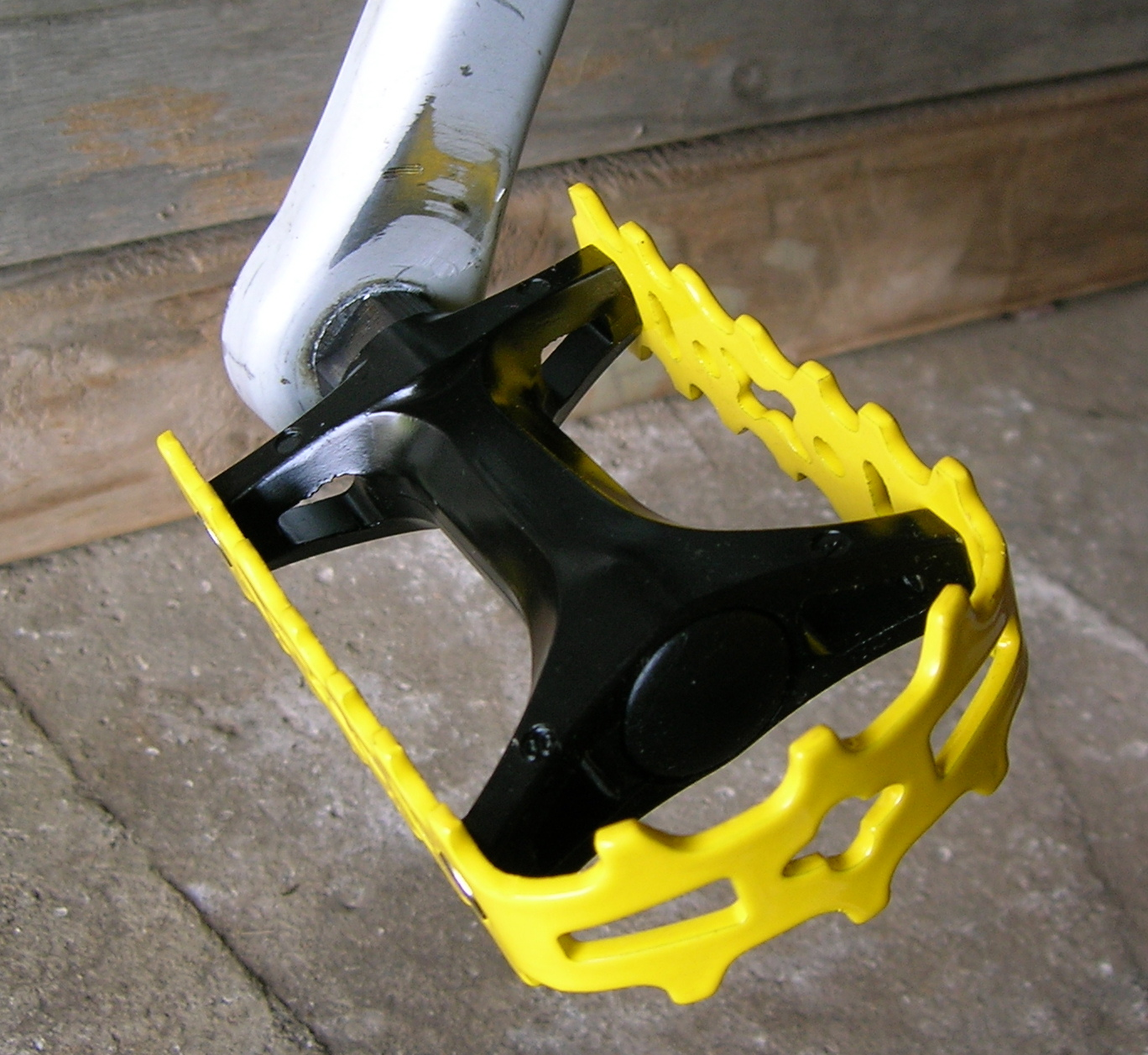
Велосипедна педаль

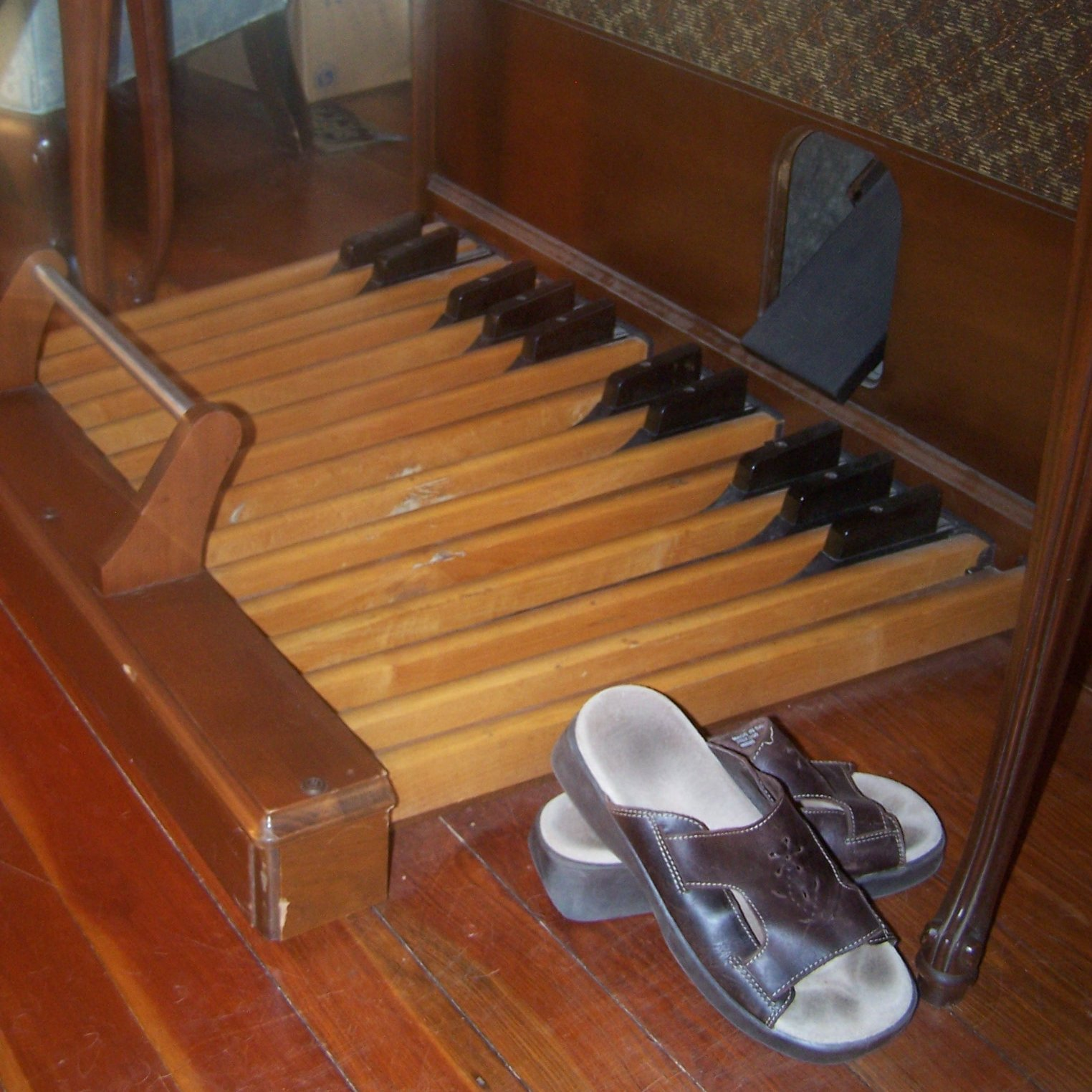
клавіатура для ніг

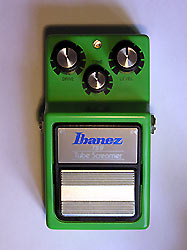
Гітарна педаль

Педа́ль (фр. pédale від лат. pedalis — «ножний») — підніжка або важіль, що натискається ногою, у транспортних засобах, а також у деяких музичних інструментах, ножному приводі машин і механізмів.

## У транспортних засобах
Педалі застосовуються для управління автомобілем, літаком, мотоциклом, мопедом, трамваєм, приведення велосипеда в рух, також в інших випадках.
У транспортних засобах застосовуються педалі різних типів з напільною або підвісною установкою.
Наприклад, в автомобілях на водійському місці зазвичай встановлені дві (педаль акселератора і педаль приводу робочого гальма на автомобілях з автоматичною коробкою передач) або три (педалі акселератора, гальма і зчеплення на автомобілях з механічною коробкою передач) натискні педалі. Педаль передає сигнал управління до агрегатів і систем пропорційно кутку її нахилу. Передача сигналу управління найчастіше здійснюється механічним (тяги і троси) способом, а також електричним, пневмо- або гідравлічним.
Робота електронних педалей в автомобілях заснована на використанні різних типів датчиків, наприклад датчика з ефектом Холла, отримані характеристики від якого є функцією його кутового положення педалі. Поява електронних педалей в автомобілях завдячує введенню екологічних стандартів «Євро 3».
На мотоциклах застосовується натискна педаль ножного гальма (праворуч), а також ножний двоходовий важіль зміни передач (іноді т. зв. «лапка») зліва.
У велосипедах педалі призначені для передачі м'язового зусилля через трансмісію на колесо.

## У музичних інструментах
1. Важіль для ніг, що застосовується з метою створення спеціальних ефектів (у клавесині, органі, фортепіано, вібрафоні, електроінструментах та ін.), керування мехами (фісгармонія), настроювання і перестроювання (арфа, литаври), для гри на інструменті (басовий баян, тарілки, ударний пристрій, великий барабан) тощо.
2. У фортепіано — ножний важіль для керування механізмом, що заглушує чи подовжує звучання струн («права педаль»), зменшує силу звука («ліва педаль») або подовжує звучання ноти, що узята в момент натиснення педалі («середня педаль»).
3. У арфи — ножний важіль для перестроювання струн на півтону.
4. В органа — клавіатура для ніг, за допомогою якої музикант керує найнижчою ділянкою діапазону інструмента.
5. У литаври — механізм для перестроювання в інший тон (у межах кварти)
6. Витримані звуки, співзвуччя або акорди, на фоні яких відбувається рух інших голосів багатоголосного твору під час зміни гармонії
7. У техніці оркестровки — витримані звуки або акорди, що створюють основу для мелодичної або гармонічної фігурації.
8. Синтетична педаль (англ. synth pad) в сучасній електронній та електроакустичній музиці — протяжні витримані звуки або акорди, виконувані на синтезаторі